# Dario Villa
Dario Villa (Milano, 12 giugno 1953 – Milano, 4 marzo 1996) è stato un poeta e traduttore italiano.

## Biografia
Dario Villa esordì trentunenne nel 1984 con Lapsus in fabula, la sua opera più celebre, che gli valse il Premio Mondello opera prima nel 1985. Lavorò come traduttore dall'inglese e dal francese per le case editrici Guanda e Mondadori; nel 1995 uscì la sua ultima raccolta, intitolata Abiti insolubili: nel 1996 morì all'ospedale Policlinico di Milano dopo una lunga malattia.

## Opere

### Poesia
- Lapsus in fabula, Milano, Lampugnani Nigri, 1984
- Proemi in posa (1975-1977), Milano, Scenario, 1985
- Tra le ciglia (1976-1980), Colchester, Active in Airtime, 1993
- La bambola gonfiabile e altre signore, 1977-1980, 1994, Riva San Vitale, Giona, 1994
- Abiti insolubili, Venezia, Marsilio, 1995

### Traduzioni
- Christopher Isherwood, Un uomo solo, Milano, Guanda, 1981
- Richard Rayner, L'elefante, Milano, Mondadori, 1992
- Frances Sherwood, Vindication, Milano, Mondadori, 1994